# Újúszójúak
Az újúszójúak egy halcsoport. A latin neopterygii jelentése „új uszonyok” (görögül νέος neos, új, és πτέρυξ pteryx, fin). Alig néhány változás történt evolúciójuk során a korábbi sugarasúszójú halakhoz képest. Valamikor a késő permben jelent meg, a dinoszauruszok ideje előtt. Az újúszójúak nagyon sikeres csoportot alkottak, mert gyorsabban tudtak mozogni, mint őseik. Pikkelyük és csontvázuk evolúciója alatt megvilágosodtak, állkapcsuk erősebbé és hatékonyabbá vált. Míg az elektroreceptorosság és a lorenzini-ampullák megtalálhatóak az összes többi mai halcsoportban, kivéve a nyálkahalban (a nyálkahalak nem sugarasúszójú halak, hanem állkapocs nélküliek), az újúszójúak elvesztették a hasznukat is, még ha az később újra ki is alakult volna az elektromoskéshal-alakúak és a harcsaalakúakban, amelyek nem homológ csontos ampullái vannak.
Nagyon fontos lépés az újúszójúak őseinek, a sugarasúszójúak evolúciójában, hogy nagyobb mozgékonyságot szereznek mind a hát-, mind az anális uszonyok, ami javítja úszási képességüket. Ezenkívül a koponyában számos változás történt, amelyek lehetővé tették a különféle táplálkozási mechanizmusok kialakulását és az új ökológiai rések benépesítését. Mindezek jelentős fejlődéseket jelentettek, így az újúszójúak lettek a halak domináns csoportja (és így általában a gerincesek taxonómiai szempontból is), és magukba foglalják a modern halak döntő többségét, a valódi csontoshalakat.

## Fordítás
- Ez a szócikk részben vagy egészben  a   Neopterygii című angol Wikipédia-szócikk ezen változatának fordításán alapul.  Az eredeti cikk szerkesztőit annak laptörténete sorolja fel. Ez a jelzés csupán a megfogalmazás eredetét és a szerzői jogokat jelzi, nem szolgál a cikkben szereplő információk forrásmegjelöléseként.